# Joseph Green (Kaufmann)
Joseph Green (* 1727 in Kingston upon Hull; † 27. Juni 1786 in Königsberg) war ein aus England stammender Händler, der die größte Zeit seines Lebens in Königsberg lebte und wirkte sowie ein enger Freund von Immanuel Kant war. Zu diesem Freundeskreis zählte auch der Kaufmann Robert Motherby.

## Leben und Wirken
Joseph Green war ein Kaufmann, dessen Freundschaft mit Kant mindestens in das Jahr 1763 zurückreicht. Er handelte mit Getreide, Heringen, Kohle und Manufakturgütern. Green führte einen sehr strukturierten Tagesablauf und soll darüber hinaus sehr gebildet gewesen sein. So war er ein exzellenter Kenner der Werke von David Hume. Sein Haus, im englischen Stil erbaut, befand sich in Juditten.
Immanuel Kant habe mit ihm u. a. die „Kritik der reinen Vernunft“  (1781) besprochen, welche beide Seite um Seite durcharbeiteten. Immanuel Kant und Joseph Green trafen sich häufig und regelmäßig. Green kümmerte sich auch um Kants Geldrücklagen, sodass Kant in seinen letzten Lebensjahren sein Vermögen in Greens Unternehmen erfolgreich investierte. Green zählte neben Motherby zu den vertrautesten Freunden Immanuel Kants. Robert Motherby kam auf Bitten von Green um 1751 mit achtzehn Jahren nach Königsberg, weil der englische Kaufmann einen zuverlässigen jungen Engländer als Gehilfen suchte, der, weil dieser kinderlos blieb, zukünftiger Teilhaber werden könnte – ab dem Jahre 1754 – und nach dessen Tod auch wurde, Green, Motherby & Co.
Immanuel Kant trat in Korrespondenz mit Emanuel Swedenborg, mit dessen Ideen er sich auseinandersetzte. Sie veranlassten ihn, sich in der Schrift Träume eines Geistersehers (1766) mit Swedenborg als einem „Kandidaten des Hospitals“ und „Erzphantast unter allen Phantasten“, der ihn mit seinen Berichten aus der Welt jenseits des Todes in ein „Schlaraffenland der Metaphysik“ verschleppen wolle, kritisch auseinanderzusetzen. Das Werk Arcana caelestia (1749–1756) bezeichnete Kant als „acht Quartbände voll Unsinn“. Um sich einen Eindruck über dessen (geistigen) Gesundheitszustand machen zu können, beauftragte Kant seinen Freund Joseph Green, Swedenborg zu besuchen. Green berichtete, dass nichts Außergewöhnliches an seinem Gesundheitszustand sei.

## Wirkung
Die außerordentliche Pünktlichkeit von Joseph Green soll Theodor Gottlieb von Hippel Vorbild für sein Lustspiel Der Mann nach der Uhr. (1766) gewesen sein.